# Giovanni de Sanctis
Giovanni de Sanctis es un astrónomo italiano que trabajó en el Osservatorio Astronomico di Torino (Observatorio Astronómico de Turín) en Turín, Italia. Su nombre se encuentra a veces escrito DeSanctis, en particular en los Minor Planet Circulars (Circular de planetas menores).

## Planetas menores descubiertos
Giovanni de Sanctis ha descubierto un total de 43 planetas menores, la mayoría en colaboración con Henri Debehogne.
| (2461) Clavel                                                                                         | 5 de marzo de 1981      |
| (2765) Dinant                                                                                         | 4 de marzo de 1981      |
| (2788) Andenne                                                                                        | 1 de marzo de 1981      |
| (2958) Arpetito                                                                                       | 28 de febrero de 1981   |
| (3016) Meuse                                                                                          | 1 de marzo de 1981      |
| (3121) Tamines                                                                                        | 2 de marzo de 1981      |
| (3235) Melchior                                                                                       | 6 de marzo de 1981      |
| (3268) De Sanctis                                                                                     | 26 de febrero de 1981   |
| (3308) Ferreri                                                                                        | 1 de marzo de 1981      |
| (3610) Decampos                                                                                       | 5 de marzo de 1981      |
| (3740) Menge                                                                                          | 1 de marzo de 1981      |
| (4192) Breysacher                                                                                     | 28 de febrero de 1981   |
| (4821) Bianucci                                                                                       | 5 de marzo de 1986      |
| (4931) Tomsk                                                                                          | 11 de febrero de 1983   |
| (4993) Cossard                                                                                        | 11 de abril de 1983     |
| (5248) Scardia                                                                                        | 6 de abril de 1983      |
| (5365) Fievez                                                                                         | 7 de marzo de 1981      |
| (5388) Mottola                                                                                        | 5 de marzo de 1981      |
| (6168) Isnello                                                                                        | 5 de marzo de 1981      |
| (6364) Casarini                                                                                       | 2 de marzo de 1981      |
| (6509) 1983 CQ3                                                                                       | 12 de febrero de 1983   |
| (7156) 1981 EC2                                                                                       | 4 de marzo de 1981      |
| (7233) Majella                                                                                        | 7 de marzo de 1986      |
| (7515) 1986 EF5                                                                                       | 5 de marzo de 1986      |
| (7810) 1981 DE                                                                                        | 26 de febrero de 1981   |
| (7916) 1981 EN                                                                                        | 1 de marzo de 1981      |
| (7922) 1983 CO3                                                                                       | 12 de febrero de 1983   |
| (8453) 1981 EQ                                                                                        | 1 de marzo de 1981      |
| (8454) 1981 EG1                                                                                       | 5 de marzo de 1981      |
| (8619) 1981 EH1                                                                                       | 6 de marzo de 1981      |
| (9278) 1981 EM1                                                                                       | 7 de marzo de 1981      |
| (9523) 1981 EE1                                                                                       | 5 de marzo de 1981      |
| (9722) 1981 EZ                                                                                        | 4 de marzo de 1981      |
| (11479) 1986 EP5                                                                                      | 6 de marzo de 1986      |
| (12987) 1981 EF2                                                                                      | 5 de marzo de 1981      |
| (16368) 1981 DF                                                                                       | 28 de febrero de 1981   |
| (16372) 1981 EP1                                                                                      | 7 de marzo de 1981      |
| (17357) 1978 QH3                                                                                      | 23 de agosto de 1978    |
| (17403) 1986 EL5                                                                                      | 6 de marzo de 1986      |
| (26800) 1981 EK1                                                                                      | 6 de marzo de 1981      |
| (30768) 1983 YK                                                                                       | 29 de diciembre de 1983 |
| (52242) 1981 EX                                                                                       | 3 de marzo de 1981      |
| (69245) 1981 EO                                                                                       | 1 de marzo de 1981      |
| Nota: Todos los planetas menores listados fueron codescubiertos con Henri Debehogne excepto: 1. 2. 3. |                         |

- Datos: Q680102